# Lidová monarchie

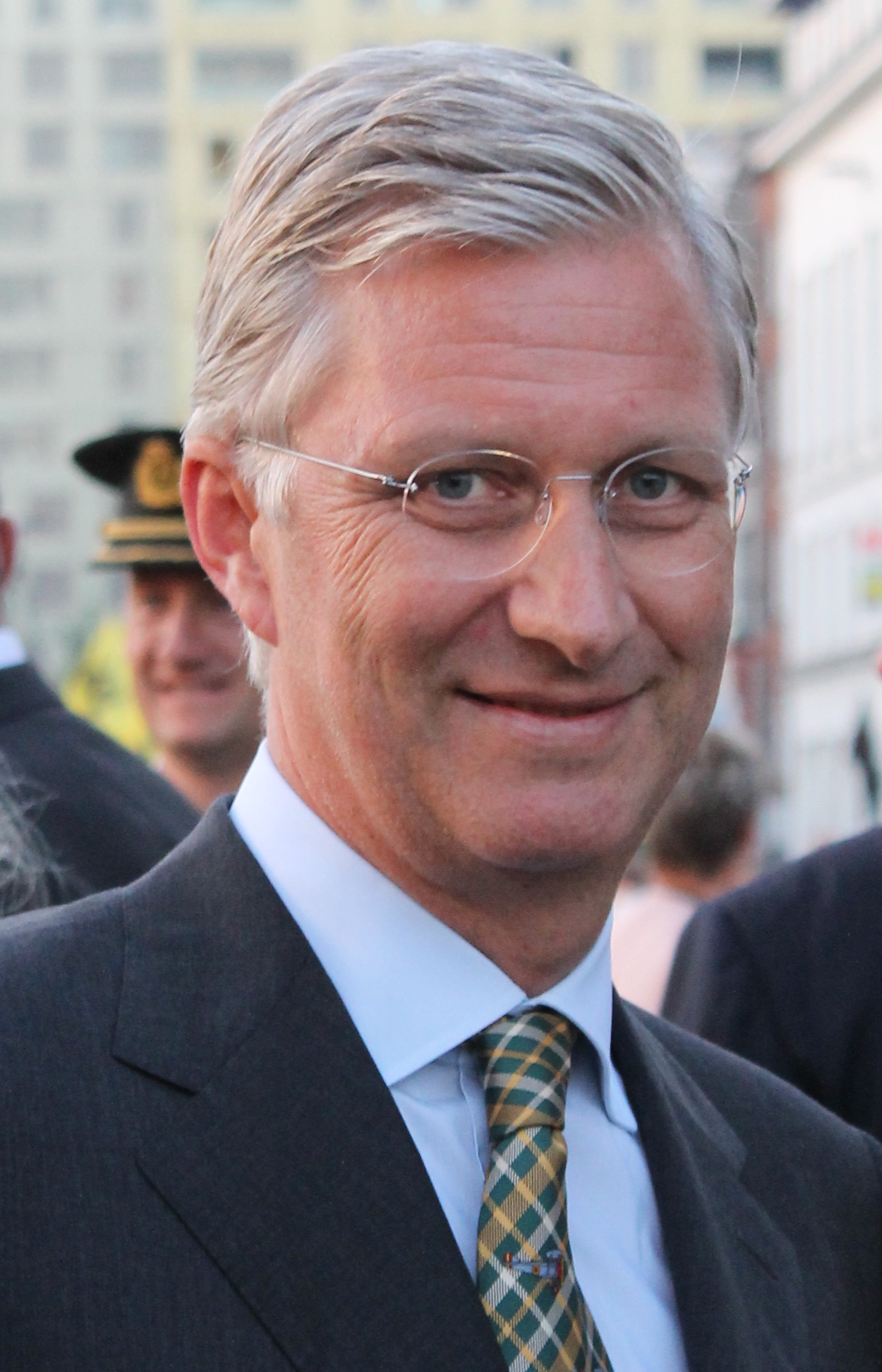
Filip Belgický, král Belgičanů od roku 2013

Lidová monarchie je termín používaný Kingsley Martinem (1936) pro panovnické tituly odkazující spíše na lid než na území. 
Během Velké francouzské revoluce musel Ludvík XVI. změnit svůj titul, aby ukázal, že je spíše „král Francouzů“ než „král Francie“.
V současné době je Belgie jedinou lidovou monarchií, přičemž formálním titulem panovníka je „král Belgičanů“.

## Historie
Naopak v balkánských monarchiích jako byly Albánie, Rumunsko nebo Řecko šlo především o to vyjádřit, že panovník resp. král je panovníkem všech Albánců, Rumunů nebo Řeků (Hellénů), protože tyto státy během svého vzniku nezahrnovaly všechno obyvatelstvo daného národa. Ale naopak k tomuto je titul král Belgičanů užívaný v Belgii pro vyjádření, že král vládne všem Belgičanům bez ohledu na to, zda jsou to Vlámové nebo Valoni a tím je dodnes hlavním jednotícím prvkem Belgie. 

## Příklady
| Stát                   | Titul                          | Poznámka                                                                           |
| ---------------------- | ------------------------------ | ---------------------------------------------------------------------------------- |
| Svatá říše římská      | král Římanů                    | Jeden z císařových titulů                                                          |
| Chorvatské království  | Král Chorvatů                  | Později také Král Chorvatů a Dalmánců                                              |
| Francouzské království | Král Francouzů                 | Užívaný Ludvíkem XVI. od roku 1791 do 1792 a Ludvíkem Filipem od r. 1830 do 1848.  |
| Francouzské císařství  | Císař Francouzů                | Užívaný Napoleonem I. a Napoleonem III., Napoleon II. ho používal pouze nominálně. |
| Belgické království    | král Belgičanů                 | Užívaný od ustanovení Belgického království Leopoldem I. v r. 1831.                |
| Řecké království       | Král Hellenů                   | Užívaný od roku 1863 do zrušení monarchie v roce 1967.                             |
| Německé císařství      | Německý císař                  | Užívaný od 1871 do 1918.                                                           |
| Království Jugoslávie  | Král Srbů, Chorvatů a Slovinců | Užívaný od roku 1918 do 1929, kdy byl titul změněn na krále Jugoslávie.            |
| Albánské království    | Král Albánců                   | Užívaný Zogem I. od roku 1928 do 1943.                                             |
| Rumunské království    | Král Rumunů                    | Užívaný od roku 1881 do 1947 (komunistický převrat).                               |
| Skotské království     | Král Skotů                     | Užívaný do roku 1707 - sloučení s Anglickým královstvím.                           |